# Can Pineda (Mataró)
Can Pineda és una obra de Mataró (Maresme) protegida com a bé cultural d'interès local.

## Descripció
Torre de planta baixa i dos pisos amb annexa posterior, transformada i desfigurada per diverses intervencions.
S'observa l'escalinata d'accés i el gran porxo corbat de planta baixa, aguantat per bigues i revoltons i columnes d'ordre clàssic.
Destaca la utilització de balustres en les baranes i acroteris.
El conjunt es completa amb un jardí amb recorreguts geomètrics formats per arbusts sobre un tapis de gespa, del que sobresurten xipres i palmeres. Està ordenat a partir d'un eix central alineat respecte a un sortidor i l'escala d'accés a la torre.